# Fruela II delle Asturie
Fruela II Alfonso, soprannominato il Lebbroso (Fruela El Leproso anche in castigliano, in catalano, in asturiano e in portoghese, Froila El Leproso in galiziano) (875 – luglio 925), è stato re delle Asturie dal 910 al 924 e dal 924 riunificò nuovamente il regno che era stato di suo padre, Alfonso III il Grande, con il titolo di re delle Asturie e León fino alla sua morte.

## Origine
Fruela, secondo il Chronicon de Sampiri, era il figlio terzogenito del re delle Asturie Alfonso III il Grande e di Jimena Garcés, (848-912), che, molto probabilmente, anche se il Codice di Roda non la elenca tra i figli di García I, era figlia del re di Pamplona García I Íñiguez, come viene confermato dalla Historia del Real Monasterio de Sahagún, e della prima moglie, Urraca, che secondo alcune fonti, tra cui lo storico Jaime de Salazar y Acha, era la figlia di Musà ibn Musà ibn Fortún, il capofamiglia dei Banu Qasi. Ma secondo altre fonti era di stirpe reale: Rodrigo Ximénez de Rada, vescovo di Toledo e storico, scrisse che García sposò "Urracam, de Regio semine".
Lo storico genealogista basco Jean de Jaurgain (1842–1920), nel suo la Vasconie interpretò la frase (Urracam, de Regio semine), nel senso che anche Urraca discendeva dalla stirpe ducale di Guascogna ed era figlia di Sancho II.

Alfonso III il Grande, sia secondo il CHRONICON ALBELDENSE che la Historia Silense, era il figlio primogenito del re delle Asturie Ordoño I e della moglie, Munia, come confermano le Memorias de las reynas catholicas, di cui non si conoscono gli ascendenti.

## Biografia
Fruela lo troviamo citato come firmatario in due documenti, inerenti donazioni fatte alla chiesa di Santiago di Compostela, dai genitori, Alfonso III, assieme alla moglie, Jimena, come riportato nelle Apendices della HISTORIA de la IGLESIA DE SANTIAGO DE COMPOSTELA, TOMO II:
- documento n° XIX, datato 886[10]
- documento n° XXI, datato 893[11].

Fruela, compare inoltre, come firmatario in donazioni, fatte dai genitori al Real Monasterio de Sahagún, a cui erano devoti, come riporta la Historia del Real Monasterio de Sahagún.

Fruela collaborò con il padre nell'azione di governo del regno delle Asturie, che comprendeva anche la Galizia e il León.
Nel 910 suo fratello García, a seguito di una cospirazione contro il padre re Alfonso III, secondo l'arcivescovo di Toledo Rodrigo Jiménez de Rada nel suo Historia De Los Hechos De España era stato incarcerato a Gozón, il conte di Castiglia Nuño Fernández - suo suocero - per liberarlo organizzò una sollevazione di nobili, appoggiata anche dalla regina Jimena e dagli altri figli di Alfonso, Ordoño e lo stesso Fruela. Alfonso III, per evitare la guerra civile, liberò Garcia nominandolo suo successore con supremazia anche sui fratelli, e spartì il regno tra i suoi tre figli maggiori:
- a Garcia, il figlio maggiore, andò il León
- a Ordoño, il secondogenito, andò la Galizia
- a Fruela, terzogenito, andarono le Asturie, con annessa la contea di Castiglia.

Suo padre Alfonso III, con la moglie Jimena, si ritirò a Zamora (dove morì il 20 dicembre 910).

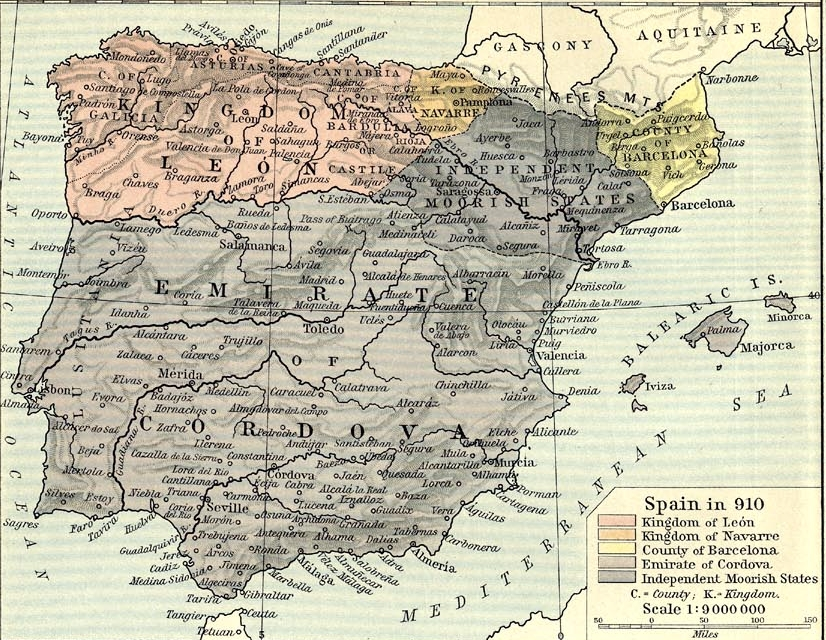
La penisola iberica (carta politica) nel 910

Dopo la morte del padre, suo fratello, Garcia, divenne re delle Asturie e del León, ma in effetti continuò a governare solo il León, lasciando ai fratelli i loro rispettivi regni.
Nel 914, alla morte senza discendenza del fratello, il re di León Garcia, il re di Galizia Ordoño II fu proclamato anche re di León, riunificando così i due regni.
Fruela ebbe un buon rapporto con il fratello, e nei circa dieci anni di regno di Ordoño, collaborò alla Reconquista.
Fruela nel 924 confermò una donazione alla chiesa di Santiago di Compostela, assieme alla seconda moglie, Urraca, come riportato nel documento n° XLVIII delle Apendices della HISTORIA de la IGLESIA DE SANTIAGO DE COMPOSTELA, TOMO II.
Fruela nel 924, alla morte di Ordoño II, si fece proclamare anche re di León spodestando i figli di Ordoño II, per cui le Asturie e la contea di Castiglia furono riunificate al León, che includeva la Galizia, ripristinando un regno unico.

L'alleanza con il regno di Navarra si indebolì e la Reconquista perse vigore.

Già per il modo con cui ricevette la corona del León non fu molto amato. Ma, come riporta la Historia de España: parte XVI, si macchiò anche dell'omicidio dei nobili visigoti Gebuldo e Aresindo, figli del nobile Olmundo che vantavano una discendenza dal re (702-710) dei Visigoti Witiza, e lo storico Ramón Menéndez Pidal, esiliò il vescovo di León Fronimio a causa dei rapporti amichevoli con Olmundo, mentre secondo la Historia de España: parte XVI fu esiliato senza alcuna colpa in quanto fratello dei due.

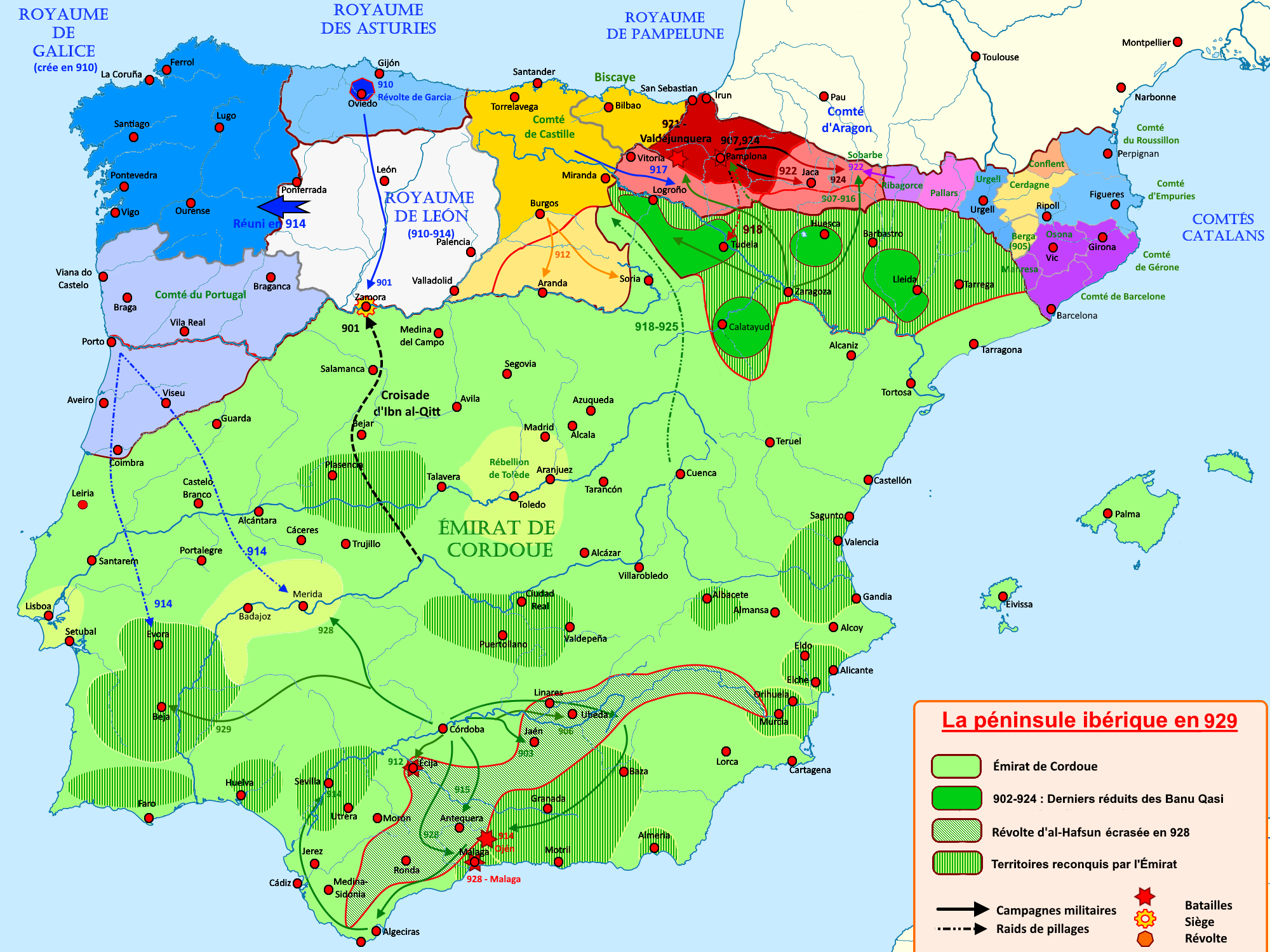
La penisola iberica alla morte di Fruela II

Fruela II morì dopo quattordici mesi di regno, nel 925, a detta di alcuni storici, colpito dalla lebbra, come conferma anche la Historia de España: parte XVI; Fruela fu tumulato a León e, secondo il] Chronicon Regum Legionensium, i suoi resti furono traslati a Oviedo, nella Cappella delle urne dei re delle Asturie e Leon della cattedrale, attorno alla fine del X secolo, quando Almanzor attaccò Galizia e Leon.

Gli succedette il figlio Alfonso Froilaz, che dopo poco fu destituito dai figli di Ordoño che lo obbligarono a ritirarsi in Galizia.

### Matrimoni e discendenza
Fruela aveva sposato circa nel 911 Munia (Nunilo) Jimémez, come conferma il documento n° XIII dell'appendix della España sagrada, Volume 37, figlia del Co-Regnante di Pamplona, Jimeno II Garcés di Navarra, che, secondo il codice di Roda, era il figlio secondogenito del co-regnante e poi reggente di Pamplona García II Jiménez e della sua seconda moglie, Dadildis di Pallars, sorella del Conte di Ribagorza e di Pallars, Raimondo I, nipote del conte Raimondo I di Tolosa.

Secondo il] Chronicon Regum Legionensium i suoi resti furono traslati a Oviedo, nella Cappella delle urne dei re delle Asturie e Leon della cattedrale, attorno alla fine del X secolo, quando Almanzor attaccò Galizia e Leon.

Fruela e Munia ebbero tre figli:
- Alfonso (?-dopo il 932), re di León (925), poi re di Galizia (925-926), citato sia nella Historia De Los Hechos De España[23], che nella Crónica Najerense[24];
- Ramiro (?-dopo il 932), citato sia nella Historia De Los Hechos De España[23], che nella Crónica Najerense[24];
- Ordoño (?-dopo il 932), citato sia nella Historia De Los Hechos De España[23], che nella Crónica Najerense[24].

Nel 917, rimasto vedovo, si sposò con Urraca, che, secondo lo storico Ibn Khaldun, era la figlia del governatore di Tudela, ʿAbd Allāh della famiglia dei Banu Qasi (pronipote di Musa II), come riportano sia il Diccionario biográfico español, Real Academia de la Historia, sia La web de las biografias, mentre era una concubina, sia secondo la Historia De Los Hechos De España, che la Crónica Najerense.

Fruela e Urraca ebbero due figli:
- Oddone, citato nella Historia de la ciudad y corte de Leon, y de sus reyes, Volumen 1[28];
- Fortis, citato nella Historia de la ciudad y corte de Leon, y de sus reyes, Volumen 1[28] ed inoltre come il figlio minore assieme al padre in un documento del 924, riportato nel ¿La Reina Velasquita, nieta de Muniadomna Díaz?[29].

## Ascendenza
|                           |                        |                      | Genitori            |  |  | Nonni |  |  | Bisnonni               |  |  | Trisnonni               |  |
|                           |                        |                      |                     |  |  |       |  |  | Ramiro I delle Asturie |  |  | Bermudo I delle Asturie |  |
|                           |                        |                      |                     |  |  |       |  |  | Ramiro I delle Asturie |  |  | Bermudo I delle Asturie |  |
|                           |                        | Ozenda/Numila/Imila  |                     |  |  |       |  |  | Ramiro I delle Asturie |  |  |                         |  |
| Ordoño I delle Asturie    |                        |                      |                     |  |  |       |  |  | Ramiro I delle Asturie |  |  |                         |  |
|                           |                        | Urraca               | …                   |  |  |       |  |  |                        |  |  |                         |  |
|                           |                        | Urraca               | …                   |  |  |       |  |  |                        |  |  |                         |  |
|                           |                        | Urraca               | …                   |  |  |       |  |  |                        |  |  |                         |  |
| Alfonso III delle Asturie |                        | Urraca               |                     |  |  |       |  |  |                        |  |  |                         |  |
|                           |                        | …                    | …                   |  |  |       |  |  |                        |  |  |                         |  |
|                           |                        | …                    | …                   |  |  |       |  |  |                        |  |  |                         |  |
|                           |                        | …                    | …                   |  |  |       |  |  |                        |  |  |                         |  |
| Munia                     |                        | …                    |                     |  |  |       |  |  |                        |  |  |                         |  |
|                           |                        | …                    | …                   |  |  |       |  |  |                        |  |  |                         |  |
|                           |                        | …                    | …                   |  |  |       |  |  |                        |  |  |                         |  |
|                           |                        | …                    | …                   |  |  |       |  |  |                        |  |  |                         |  |
| Fruela II delle Asturie   |                        | …                    |                     |  |  |       |  |  |                        |  |  |                         |  |
|                           | Íñigo I Íñiguez Arista | Íñigo Jiménez Arista |                     |  |  |       |  |  |                        |  |  |                         |  |
|                           | Íñigo I Íñiguez Arista | Íñigo Jiménez Arista |                     |  |  |       |  |  |                        |  |  |                         |  |
|                           | Íñigo I Íñiguez Arista | Oneca                |                     |  |  |       |  |  |                        |  |  |                         |  |
| García I Íñiguez          | Íñigo I Íñiguez Arista |                      |                     |  |  |       |  |  |                        |  |  |                         |  |
|                           |                        | Onneca Velásquez     | Velasco di Pamplona |  |  |       |  |  |                        |  |  |                         |  |
|                           |                        | Onneca Velásquez     | Velasco di Pamplona |  |  |       |  |  |                        |  |  |                         |  |
|                           |                        | Onneca Velásquez     | …                   |  |  |       |  |  |                        |  |  |                         |  |
| Jimena di Pamplona        |                        | Onneca Velásquez     |                     |  |  |       |  |  |                        |  |  |                         |  |
|                           |                        | …                    | …                   |  |  |       |  |  |                        |  |  |                         |  |
|                           |                        | …                    | …                   |  |  |       |  |  |                        |  |  |                         |  |
|                           |                        | …                    | …                   |  |  |       |  |  |                        |  |  |                         |  |
| Urraca                    |                        | …                    |                     |  |  |       |  |  |                        |  |  |                         |  |
|                           |                        | …                    | …                   |  |  |       |  |  |                        |  |  |                         |  |
|                           |                        | …                    | …                   |  |  |       |  |  |                        |  |  |                         |  |
|                           |                        | …                    | …                   |  |  |       |  |  |                        |  |  |                         |  |
|                           |                        | …                    |                     |  |  |       |  |  |                        |  |  |                         |  |

### Fonti primarie
- (LA) Textos navarros del Códice de Roda (PDF) (archiviato dall'url originale il 31 gennaio 2021)..
- (LA) Anastasii abbatis opera omnia..
- (LA) Historia silense.
- (LA) Historia de la Santa A. M. Iglesia de Santiago de Compostela, Tomo II.
- (LA) #ES Cartulario del Monasterio de Eslonza, Parte 1.
- (LA) #ES Crónica Najerense (PDF).
- (LA) #ES Historia de España: parte XVI.
- (LA) España sagrada. Volumen 14.
- (LA) España sagrada, Volume 37..

### Letteratura storiografica
- Rafael Altamira, Il califfato occidentale, in L’espansione islamica e la nascita dell’Europa feudale, collana «Storia del mondo medievale», II volume, Milano, Garzanti, 1999  [1979],  pp. 477-515, SBN RAV0065639.
- (ES) Historia del Real Monasterio de Sahagún.
- (ES) Memorias de las reynas catholicas.
- (ES) #ES Historia De Los Hechos De España..
- (FR) #ES La Vasconie..
- (ES) Historia de la ciudad y corte de Leon, y de sus reyes, Volumen 1..
- (ES) ¿La Reina Velasquita, nieta de Muniadomna Díaz? (PDF) (archiviato dall'url originale il 6 ottobre 2013)..
- (EN) #ES The World of El Cid, Chronicon Regum Legionensium..